# Irgalom Háza
Az Irgalom Háza vagy Jó Pásztor Háza 1901 és 1950 között működött Budapest III. kerületében, a San Marco u. 69. szám alatt. Napjainkban iskolaként működik.

## Története
Egy olyan menedékhely volt, melyet gyógyíthatatlan betegek számára alapítottak és az Irgalmas Nővérek üzemeltették. Nákó Mileva, San Marco hercegné 1900-ban tett alapítványt a létrehozására, s 1901-ben nyílt meg, eredetileg 100 gyógyíthatatlan beteg befogadására volt tervezve. Az épületet Hofhauser Antal tervezte.
1904 körül a férőhelyek számát 120-ra bővítették. 1950-ben az intézményt államosították, előbb nevelőotthon, később pedig egészségügyi szakiskola és kollégium lett belőle. Ma Csalogány Óvoda, Általános Iskola, Készségfejlesztő Speciális Szakiskola, Egységes Gyógypedagógiai Módszertani Intézmény, Diákotthon, Gyermekotthon néven működik.